# 海基·哈苏
海基·哈苏（芬蘭語：Heikki Hasu，1926年3月21日—2025年4月5日），芬兰男子越野滑雪、北欧两项运动员。他曾代表芬兰参加1948年和1952年冬季奥林匹克运动会越野滑雪比赛，共获得二枚金牌和一枚银牌。